# بول ريد
بول ريد (بالإنجليزية: Paul Reed)‏ هو فنان ورسام أمريكي، ولد في 28 مارس 1919، وتوفي في 26 سبتمبر 2015.